# Tristan Cabral
Pour les articles homonymes, voir Cabral.
Tristan Cabral est le nom de plume de l'écrivain et poète français Yann Houssin né à Arcachon le 1er mars 1944 et mort à Montpellier le 22 juin 2020.

## Biographie
Yann Houssin naît à Arcachon en 1944. Après des études de théologie protestante, il enseigne la philosophie pendant trente ans au lycée Alphonse-Daudet, à Nîmes.
Yann Houssin prend le nom de plume de Tristan Cabral en hommage à l'homme politique bissau-guinéen et cap-verdien Amílcar Cabral et à Tristan, du mythe littéraire Tristan et Iseut.
Il participe à des mouvements de contestation politique. Celle du Comité Anti-Militariste (CAM) soutenant les comités de soldats lui vaudra un emprisonnement pendant quelques mois en 1975-1976, conclu par un non-lieu. Il est aussi suspendu un temps de l'enseignement pour n'avoir pas effectué son service militaire.
Lors des élections municipales de 1995, il est candidat à Nîmes sur la liste conduite par Simon Casas.
Il est le père de l'éditrice d'art Sarah Houssin-Dreyfuss.

## Œuvre
En 1974, le recueil de poésie Ouvrez le feu d'un jeune poète de 24 ans, Tristan Cabral, suicidé en 1972, est salué par la critique. Yann Houssin signe la préface. On apprendra plus tard qu'Yann Houssin en est le véritable auteur.

### Publications

#### Poésie
- Ouvrez le feu ! : 1964-1972, préface signée Yann Houssin, couverture de Christian Bayle, éd. Plasma, 1974, 118 p.
- Du Pain et des pierres, précédé d'un entretien avec François Bott et Pierre Drachline, Paris, éd. Plasma, 1977, 83 p.  (ISBN 2-901376-17-7).
- Ouvrez le feu !, préface signée Yann Houssin, éd. Plasma, 1979, 135 p.  (ISBN 2-901376-27-4).
- Demain, quand je serai petit, éd. Plasma, 1979.
- Et sois cet océan !, Paris, éd. Plasma, 1981, 123 p.  (ISBN 2-901376-81-9) ; réédition en 1983  (ISBN 2-86696-022-X).
- La Lumière et l'Exil : anthologie des poètes du Sud de 1914 à nos jours publié par Tristan Cabral, éd. le Temps parallèle, 1985[12].
- Le Passeur de silence. Poèmes 1981-1985, préface de Tahar Ben Jelloun, Paris, La Découverte, 1986, 184 p.  (ISBN 2-7071-1585-1).
- Sonnets par Alin Anseeuw, Jean-Pierre Bobillot, Xavier Bordes, Tristan Cabral, et al., éd. Ecbolade, 1989.
- Le Quatuor de Prague : 1968-1990, éd. de l'Aube, 1990.
- Le Passeur d'Istanbul : poèmes, dessins de Ianna Andréadis, éd. du Griot, 1992.
- L'enfant d'eau : journal d'un égaré, 1940-1950, éd. les Cahiers de l'égaré, 1997.
- Mourir à Vukovar : petit carnet de Bosnie, mis en images par Martine Mellinette, Chambon-sur-Lignon, Cheyne (collection : Poèmes pour grandir), 1997, 45 p.
- La Messe en mort, éd. Le Cherche midi, 1999, prix Georges Perros[13],[14].
- L'Enfant de guerre : 999-1999, éd. Le Cherche midi, 2002.
- La Belle et la Fête, illustrations de Lookace Bamber, éd. Tipaza, 2008.
- Le Cimetière de Sion, De Yad Vashem à Chatila-Gaza, éd. L'Harmattan, 2010.
- H.D.T. (hospitalisation à la demande d'un tiers), éd. Le Cherche midi, 2010.
- Les Chants de la sansouïre, avec Michel Falguières, photographies de Didier Leclerc, Atelier N89, 2011.
- Dernier tango à Salta. Quand deux femmes s'aimaient dans l'Argentine de Videla, éd. L'Harmattan, 2012. (ouvrage retiré par l'éditeur en 2016).
- Juliette ou le chemin des immortelles, éd. Le Cherche midi, 2013.
- Si vaste d'être seul, éd. Le Cherche midi, 2013.
- Requiem en Barcelona, éd. Chemins de Plume, 2014.
- La Petite Route (mes années buissonnières), éd. Chemins de Plume, 2015.
- Poèmes à dire, éd. Chemins de Plume, 2019.

#### Essais
- Avec Jack Oriac et Hervé Sintmary : Manifestes pour la sixième République, Nîmes, La Mémoire du futur, 1987, 197 p.
- Le désert-Dieu : journal de Jérusalem sous l'Intifada, Besançon, L'Alpha l'Oméga éditions, 1996, 108 p.  (ISBN 2-910603-032).

## Pour approfondir